# Seiko Live'97 My Story
『Seiko Live'97 My Story』（セイコ ライヴ ナインティセヴン マイ ストーリー）は、松田聖子のライブ・ビデオ。1997年10月8日発売。発売元はマーキュリー・ミュージックエンタテインメント。

## 解説
同年6月～7月に行われたコンサート・ツアーの模様を収録したライブ・ビデオ。
同年発売アルバム『My Story』からの曲を中心に披露した。

## 収録曲
1. Opening
2. So Much In Love
3. 波乱万丈
4. Friend
5. Sing
6. Let's Talk About It
7. 私だけの天使～Angel～ (Video Clip)
8. 私だけの天使～Angel～
9. あなたのその胸に
10. 切なすぎる心
11. あなたに逢いたくて～Missing You～
12. Good For You (Video Clip)
13. 素敵にOnce Again
14. Hit Medley～時間の国のアリス/渚のバルコニー/ピンクのモーツァルト/Only My Love/チェリーブラッサム/夏の扉
15. 大切なあなた
16. さよならの瞬間
17. 輝いた季節へ旅立とう
18. Ending